# Tephrocybe ellisii
Tephrocybe ellisii är en svampart som beskrevs av P.D. Orton 1988. Tephrocybe ellisii ingår i släktet Tephrocybe och familjen Lyophyllaceae.   Inga underarter finns listade i Catalogue of Life.